# Административное деление Донецкой губернии на 7 марта 1923 года

## Донецкая губерния. 7 марта 1923 года
Делилась на округа и районы
- общее число округов — 7
- общее число районов — 78
- центр губернии — город Бахмут
- упразднён уезд (округ):

1. Славянский уезд

- список округов:

1. Бахмутский округ
2. Луганский округ
3. Мариупольский округ
4. Старобельский округ
5. Таганрогский округ
6. Шахтинский округ
7. Юзовский округ

### Бахмутский округ
- общее число районов — 15
- центр округа — Бахмут
- вновь образованы (или вошли в состав):

1. Александровская волость
2. Байракская волость
3. Белянская волость
4. Богородичанская волость
5. Еленовская волость
6. Железнянская волость
7. Зайцевская волость
8. Золотоколодезнянская волость
9. Калиновская волость
10. Корсунская волость
11. Лиманская волость
12. Мирно-Долинская волость
13. Михайловская волость
14. Некременская волость
15. Немецкая волость
16. Николаевская волость
17. Никольская волость
18. Поповская волость
19. Прелестненская волость
20. Сергеевская волость
21. Славянская волость
22. Степановская волость
23. Троицкая волость
24. Черкасская волость
25. Шаховская волость

- упразднены (или вышли из состава):

1. Боровая волость (в Старобельский округ)
2. Боровенская волость (в Старобельский округ)
3. Голубовско-Михайловская волость
4. Муратовская волость (в Старобельский округ)
5. Селидовская волость (в Юзовский округ)
6. Терновская волость
7. Щербиновская волость

- Список районов (в скобках — из каких волостей):

1. Александровский (Александровская, Мирно-Долинская, Некременская, Степановская)
2. Бахмутский район  (Бахмутская, Звановская, Покровская)
3. Гришинский район  (Гришинская, Криворожская, Святогорская, Сергеевская)
4. Енакиевский район  (Еленовская, Корсунская)
5. Железнянский район  (Архангельская, Железнянская, Немецкая)
6. Зайцевский район  (Байракская, Зайцевская, Луганская)
7. Камышевахский район  (Горско-Ивановская, Калиновская, Камышевахская, Нижнянская, Николаевская, Троицкая)
8. Константиновский район  (Сантуриновская)
9. Краматоровский район  (Белянская)
10. Лиманский район  (Лиманская, Поповская — часть)
11. Лисичанский район  (Верхнянская, Кременская, Лисичанская)
12. Ново-Экономический район  (Гродовская, Ново-Экономическая, Шаховская)
13. Райалександровский район  (Николаевская, Селиновская)
14. Сергеевский район  (Золотоколодезнянская, Михайловская, Прелестненская, Сергеевская, Черкасская)
15. Славянский район  (Богородичанская — часть, Никольская, Славянская)

### Луганский округ
- общее число районов — 10
- центр округа — Луганск
- вновь образованы (или вошли в состав):

1. Верхне-Теплянская волость
2. Нижне-Герасимовская волость
3. Райгородская волость
4. Станично-Луганская волость

- упразднены (или вышли из состава):

1. Боково-Платовская волость (в Таганрогский округ)
2. Гундоровская волость (в Шахтинский округ)
3. Калиновская волость
4. Краснолучская волость
5. Криничанско-Николаевская волость
6. Луганская волость
7. Ново-Александровская волость (в Шахтинский округ)
8. Ново-Павловская волость (в Таганрогский округ)
9. Сокольницкая волость
10. Сорокинская волость (в Шахтинский округ)
11. Троицкая волость
12. Хорошинская волость
13. Хрустальская волость (в Таганрогский округ)

- Список районов (в скобках — из каких волостей):

1. Алчевский район  (Васильевская, Мало-Ивановская, Михайловская)
2. Городищенский район  (Андрианопольская, Городищенская, Фащевская, Чернухинская)
3. Ивановский район  (Ивановская, Краснокутская, Петрово-Красносельская, Петропавловская, Штеровская)
4. Каменнобродский район  (Александровская — часть, Вергунская, Веселогорская, Каменно-Бродская)
5. Лозово-Павловский район  (Анненская, Еленовская, Лозово-Павловская, Петро-Голенищевская, Сентяно-Николаевская)
6. Ново-Светловский район  (Давидо-Никольская, Макаро-Яровская, Николаевская, Ново-Светловская, Первозвановская — часть, Станично-Луганская — часть, Церковенская)
7. Петропавловский район  (Больше-Черниговская, Петропавловская, Райгородская, Старо-Айдарская)
8. Славяносербский район  (Желтянская, Крымская, Славяносербская, Трёхизбенская, Черкасская)
9. Станично-Луганский район  (Верхне-Теплянская, Нижне-Герасимовская, Станично-Луганская — часть)
10. Успенский район  (Александровская — часть, Белянская, Георгиевская, Иллирийская, Картушинская, Ореховская, Первозвановская — часть, Ребриковская, Успенская)

### Мариупольский округ
- общее число районов — 8
- центр округа — Мариуполь
- вновь образованы (или вошли в состав):

1. Александровская волость (из Таганрогского уезда)
2. Волновахская волость (из Юзовского уезда)
3. Ивановская волость (из Юзовского уезда)
4. Коньковская волость (из Таганрогского уезда)
5. Майорская волость (из Юзовского уезда)
6. Петровская волость (из Юзовского уезда)
7. Платоновская волость (из Юзовского уезда)
8. Старо-Керменчикская волость (из Юзовского уезда)

- упразднены (или вышли из состава):

1. Апостоловская волость
2. Архангельская волость
3. Богославская волость
4. Дмитриевская волость
5. Затишненская волость
6. Зеленопольская волость
7. Каранская волость
8. Крестовская волость
9. Ласпинская волость
10. Ново-Алексеевская волость
11. Ново-Игнатьевская волость
12. Ново-Каранская волость
13. Ново-Спасовская волость
14. Ново-Успенская волость
15. Павлопольская волость
16. Петропавловская волость
17. Покровская волость
18. Святодуховская волость
19. Талаковская волость
20. Фёдоровская волость
21. Чердаклыцкая волость

- переименованы:

1. [[Игнатьевская волость (Донецкая губерния)|Игнатьевская волость]]]] в Старо-Игнатьевскую волость]]
2. Старо-Крымская волость в Новосёловскую волость]]

- Список районов (в скобках — из каких волостей):

1. Александро-Невский район  (Александро-Невская, Ново-Каракубская, Романовская)
2. Мангушский район  (Мангушская, Стародубская, Урзуфская, Ялтинская)
3. [[Ново-Николаевская (Ново-Николаевская, Хрещатинская)
4. Никольский район  (Захарьевская, Мало-Янисольская, Никольская, Темрюкская)
5. Новосёловский район  (Новосёловская, Портовская, Сартанская)
6. Старо-Каранский район  (Александровская, Коньковская, Старо-Игнатьевская, Чермалыкская)
7. Старо-Керменчикский район  (Майорская, Ново-Петриковская, Петровская, Старо-Керменчикская)
8. Стретенский район  (Анадольская, Волновахская, Златоустовская, Ивановская, Платоновская, Стретенская)

### Старобельский округ
- общее число районов — 14
- центр округа — Старобельск
- вновь образованы (или вошли в состав):

1. Боровенковская волость (из Бахмутского округа)
2. Боровская волость (из Бахмутского округа)
3. Муратовская волость (из Бахмутского округа)
4. Смолянинская волость

- упразднены (или вышли из состава):
- Список районов (в скобках — из каких волостей):

1. Александровский район  (Александровская, Воеводская, Тимоновская)
2. Беловодский район  (Беловодская, Городищенская)
3. Белокуракинский район  (Алексеевская, Белокуракинская, Павловская)
4. Белолуцкий район  (Белолуцкая, Ново-Белянская, Танюшевская)
5. Евсугский район  (Евсугская, Колядовская, Литвиновская)
6. Каменский район  (Каменская, Ново-Россошанская, Пантюхинская)
7. Марковский район  (Кризская, Курячевская, Марковская, Просянская)
8. Мостовский район  (Мостовская, Ново-Боровская)
9. Ново-Айдарский район  (Ново-Айдарская, Штормовская)
10. Ново-Астраханский район  (Боровенковская, Ново-Астраханская и село Голубово Купянского уезда)
11. Осиновский район  (Осиновская, Песчанская)
12. Смолянинский район  (Боровская, Муратовская, Смолянинская)
13. Старобельский район  (Старобельская, Шульгинская)
14. Стрельцовский район  (Бараниковская, Зориковская, Никольская, Стрельцовская)

### Таганрогский округ
- общее число районов — 9
- центр округа — Таганрог
- вновь образованы (или вошли в состав):

1. Боково-Платовская волость (из Луганского округа)
2. Ново-Павловская волость (из Луганского округа)
3. Хрустальская волость (из Луганского округа)

- упразднены (или вышли из состава):

1. Аграфеновская волость
2. Александровская волость (в Мариупольский округ)
3. Алексеевская волость
4. Анастасиевская волость
5. Белояровская волость
6. Больше-Кирсановская волость
7. Большемешковская волость
8. Вареновская волость
9. Васильевская волость
10. Грабовская волость (в Юзовский округ)
11. Дьяковская волость
12. Елизавето-Николаевская волость
13. Ефремовская волость
14. Каршено-Анненская волость
15. Коньковская волость (в Мариупольский округ)
16. Лакедемоновская волость
17. Латоновская волость
18. Милости-Куракинская волость
19. Ново-Николаевская волость
20. Петровская волость
21. Преображенская волость
22. Ряженская волость
23. Сарматская волость
24. Троицкая волость
25. Хрещатинская волость

- Список районов (в скобках — из каких волостей):

1. Амвросиевский район  (Амвросиевская, Артёмовская, Мокро-Еланчикская, Успенская)
2. Голодаевский район  (Голодаевская, Каменно-Тузловская, Лысогорская, Мариновская — часть, Миллеровская)
3. Дмитриевский район  (Бобриковская, Дмитриевская, Есауловская, Степановская)
4. Екатериновский район  (Екатериновская, Мало-Кирсановская, Покрово-Киреевская)
5. Красно-Лучский район  (Андреевская, Боково-Платовская, Ново-Павловская, Хрустальская, Чистяковская)
6. Матвеево-Курганский район  (Матвеево-Курганская, Покровская)
7. Николаевский район  (Мыс-Добронадеждинская, Николаевская, Носовская)
8. Советинский район  (Больше-Крепинская, Генеральская, Советинская)
9. Фёдоровский район  (Весело-Вознесенская, Фёдоровская)

### Шахтинский округ
- общее число районов — 11
- центр округа — Шахты
- вновь образованы (или вошли в состав):

1. Алексеевская волость
2. Бирюковская волость
3. Владимирская волость
4. Гундоровская волость (из Луганского уезда)
5. Демишевская волость
6. Жирновская волость
7. Ленинская волость
8. Мало-Несветайловская волость
9. Ново-Александровская волость (из Луганского уезда)
10. Сорокинская волость (из Луганского уезда)
11. Шахтинская волость

- упразднены (или вышли из состава):

1. Александровская волость
2. Больше-Фёдоровская волость
3. Бондаревская волость
4. Верхнее-Кундрюченская волость
5. Волчанская волость
6. Голово-Калитвенская волость
7. Дарьевская волость
8. Исаево-Крепинская волость
9. Карпово-Обрывская волость
10. Краснянская волость
11. Нагольно-Тарасовская волость
12. Павловская волость
13. Радионово-Несветайская волость
14. Сидоро-Кадамовская волость
15. Тарасовская волость
16. Успенская волость

- Список районов (в скобках — из каких волостей):

1. Алексеевский район  (Алексеевская, Астаховская, Мало-Несветайловская)
2. Владимирский район  (Владимирская, Лиховская — часть)
3. Глубокинский район  (Глубокинская, Калитвенская — северная часть)
4. Каменский район  (Калитвенская — часть, Каменская, Лиховская — часть)
5. Ленинский район  (Демишевская, Жирновская — северо-восточная часть, Ленинская)
6. Ровенецкий район  (Ровенецкая)
7. Сорокинский район  (Гундоровская, Ново-Александровская, Сорокинская)
8. Сулиновский район  (Сулиновская)
9. Усть-Белокалитвенский район  (Екатерининская, Жирновская — юго-восточная часть, Калитвенская — юго-восточная часть, Усть-Белокалитвенская)
10. Шараповский район  (Бирюковская, Шараповская)
11. Шахтинский район  (Шахтинская)

### Юзовский округ
- общее число районов — 11
- центр округа — Юзовка
- вновь образованы (или вошли в состав):

1. Андреево-Клевцовская волость
2. Грабовская волость (из Таганрогского уезда)
3. Мемрикская волость
4. Ново-Михайловская волость
5. Ольховатская волость
6. Селидовская волость (из Бахмутского уезда)
7. Скотоватская волость

- упразднены (или вышли из состава):

1. Волновахская волость (в Мариупольский округ)
2. Ивановская волость (в Мариупольский округ)
3. Майорская волость (в Мариупольский округ)
4. Никольская волость
5. Петровская волость (в Мариупольский округ)
6. Платоновская волость (в Мариупольский округ)
7. Старо-Керменчикская волость (в Мариупольский округ)

- переименованы:

1. Калино-Зеленопольская волость в Калиновскую волость]]

- Список районов (в скобках — из каких волостей):

1. Авдеевский район  (Авдеевская, Скотоватская, Ясиноватская)
2. Авдотьинский район  (Григорьевская, Еленовская)
3. Алексеево-Орловский район  (Алексеево-Орловская, Грабовская, Ольховатская)
4. Андреевский район  (Андреевская, Богатырская, Константинопольская, Улаклыцкая)
5. Благодатовский район  (Благодатовская, Богоявленская, Елизаветовская, Ново-Андреевская, Ново-Михайловская, Ольгинская, Павловская)
6. Больше-Янисольский район  (Андреево-Клевцовская, Больше-Янисольская, Времьевская, Комарская)
7. Зуевский район  (Зуевская, Нижне-Крынская, Степано-Крынская, Троицко-Харцызская, Харцызская)
8. Макеевский район  (Грузско-Ломовская, Калиновская, Макеевская)
9. Марьинский район  (Красногорская, Марьинская, Старо-Михайловская)
10. Селидовский район  (Галицыновская, Мемрикская, Селидовская)
11. Стыльский район  (Александрийская, Бешевская, Каракубская, Николаевская, Ново-Троицкая, Стыльская)